# Patompob Phonarjthan
Patompob Phonarjthan, né le 22 juin 1997, est un coureur cycliste thaïlandais.

## Palmarès sur route
- 2015
  -  Médaillé d'argent du championnat d'Asie sur route juniors
- 2019
  - 3e du championnat de Thaïlande sur route
- 2022
  - 3e du championnat de Thaïlande sur route

## Palmarès sur piste

### Championnats du monde
- Pruszków 2019
  - 17e du scratch

### Championnats d'Asie
- Nakhon Ratchasima 2015
  -  Champion d'Asie de scratch juniors
- Jakarta 2019
  -  Champion d'Asie de scratch

### Championnats nationaux
- 2021
  -  Champion de Thaïlande de poursuite
  -  Champion de Thaïlande du scratch
  - 2e du championnat de Thaïlande du kilomètre
- 2023
  -  Champion de Thaïlande de poursuite
  -  Champion de Thaïlande de poursuite par équipes (avec Thanawut Sanikwathi, Jetsada Janluang, Phurit Rodvilai et Ekapak Nirapathpongporn)
  -  Champion de Thaïlande du scratch
  - 3e du championnat de Thaïlande de course à l'élimination
- 2024[1]
  -  Champion de Thaïlande de poursuite
  -  Champion de Thaïlande de poursuite par équipes (avec Thanawut Sanikwathi, Jetsada Janluang, Phurit Rodvilai et Setthawut Yordsuwan)
  -  Champion de Thaïlande de course aux points
  - 2e du championnat de Thaïlande de l'élimination
  - 2e du championnat de Thaïlande du scratch
- 2025[2]
  -  Champion de Thaïlande de poursuite
  -  Champion de Thaïlande de poursuite par équipes (avec Thanawut Sanikwathi, Jetsada Janluang, Phurit Rodvilai et Setthawut Yordsuwan)
  - 3e du championnat de Thaïlande de course aux points

## Palmarès en VTT

### Championnats d'Asie
- Malacca 2015
  -  Champion d'Asie du relais par équipes